# Doyen de la Chapelle royale
Le doyen de la Chapelle royale (Dean of the Chapel Royal en anglais) est le titre, dans chaque royaume du Royaume-Uni (Angleterre, Écosse, Irlande), d'un ecclésiastique chargé de superviser la chapelle royale de ce royaume et l'ensemble des chapelains, aumôniers et ministres du culte qui font partie de la Maison royale.

## Angleterre
En Angleterre, le doyen de la Chapelle royale est nommé par un arrêté royal. Il nomme les autres ecclésiastiques et le personnel nécessaire pour remplir sa charge. Cette charge, qui remonte à 1312, est depuis 1748 attribuée à l’évêque de Londres, mais en pratique la chapelle royale, son chœur et les différents bâtiments qui s'y rapportent sont placés sous la supervision du doyen adjoint (sub-dean), qui est en outre l’aumônier de la reine en résidence.

## Écosse
En Écosse, ce titre apparaît au XVe siècle, sans doute en relation avec une prébende de l’Église St Mary on the Rock, à St Andrews.
En 1501, le roi Jacques IV fonde une nouvelle chapelle royale au château de Stirling, mais à partir de 1504, le doyenné est détenu par les évêques de Galloway qui prennent le titre d’évêques de la Chapelle royale, et ont autorité sur tous les châteaux royaux en Écosse. Le doyenné fut adjoint à l’évêché de Dunblane en 1621, et la Chapelle royale déplacée à Holyrood.
La charge de doyen de la chapelle royale a été abolie en 1689, l’Écosse étant devenue presbytérienne, et ses revenus ont été réaffectés au trésor royal. Des aides tirées de ce fonds furent allouées individuellement à certains pasteurs de l’Église d'Écosse, et, à partir de 1727, elle permit en outre de financer trois aumôniers pour la Maison royale, connus sous le nom collectif de « doyens de la Chapelle royale ». Entre 1860 et 1868, ces postes furent supprimés et remplacés par des postes de professeurs de théologie  dans les universités de Glasgow, Aberdeen, Édimbourg et St Andrews. En 1886, le poste de doyen de la Chapelle royale fut remis en vigueur et uni par décret royal avec celui du doyen du Chardon (Dean of the Thistle), dont il fut à nouveau séparé en 1969. Le décret royal de 1886 accorde automatiquement au doyen de la Chapelle royale les titres d’abbé de abbaye de Crossraguel (en) et de Dundrennan.
Pendant de nombreuses années, les chapelains royaux écossais, qui sont au nombre de 9, et le doyen de la chapelle royale qui est à leur tête, ont exercé sans disposer de bâtiment spécifique. Leur charge inclut toutefois de prêcher devant la reine à l’Église de Crathie (en), près du château de Balmoral. En 2013, le pasteur de la cathédrale Saint-Gilles d'Édimbourg, Gilleasbuig Macmillan (en), par ailleurs doyen du Chardon, décida en accord avec le professeur Iain Torrance (en) lors de la nomination de ce dernier comme doyen de la Chapelle royale, que la Chapelle royale élirait domicile dans l'un des bas-côtés (the Preston Aisle) de la cathédrale. C'est là que le pasteur Iain Torrance fut installé en tant que doyen de la Chapelle royale d’Écosse le 8 septembre 2013.

## Irlande
La Chapelle royale (en gaélique irlandais : Séipéal Ríoga) du château de Dublin était, entre 1814 et 1922, la chapelle officielle appartenant à l’Église d'Irlande (anglicane) faisant partie de la Maison du lord-lieutenant d'Irlande. À partir de 1831, l’aumônier principal du lord-lieutenant fut couramment dénommé doyen de la Chapelle royale. Le poste fut aboli en 1922 lors de l’indépendance de la république d’Irlande.